# Midwinter (jeu vidéo)
 (mai 2022).
Si vous disposez d'ouvrages ou d'articles de référence ou si vous connaissez des sites web de qualité traitant du thème abordé ici, merci de compléter l'article en donnant les références utiles à sa vérifiabilité et en les liant à la section « Notes et références ».
Pour les articles homonymes, voir Midwinter (homonymie).
Midwinter est un jeu vidéo d'action-aventure et de stratégie développé par Maelstrom Games et sorti en 1989. Le jeu est en 3D avec une vue à la première personne. Une grande partie des environnements de jeu est générée par fractales. L'action se déroule dans un futur proche, sur une île enneigée par un hiver nucléaire causé par la chute d'une grande météorite. Le jeu a eu deux suites : Midwinter II: Flames of Freedom et Midwinter III: Ashes of Empire.

## Scénario
L'histoire de Midwinter commence en 2036, quand une météorite frappe la Terre et que les poussières soulevées cachent le soleil pendant plusieurs années, créant un hiver permanent. Une poignée de survivants trouve refuge sur une île inconnue, probablement formée par l'archipel des Açores après la hausse du niveau des mers. Les colons de plus en plus nombreux commencent à y organiser la survie, en particulier en construisant des centrales géothermiques pour servir de source d'énergie. Cependant, un groupe de nouveaux arrivants s'insère difficilement sur l'île, et commence à se militariser. Le jeu commence quand le capitaine John Stark, chef de la force de paix des villages libres (une sorte de force de police), intercepte un message radio qui le prévient de l'invasion imminente des militaristes dirigés par l'autocratique général Masters à partir de Shining Hollow.
John Stark commence le jeu dans une vallée enneigée, à ski, avec une patrouille de buggys des neiges ennemie qui l'attaque.

## Système de jeu
Midwinter propose deux environnements principaux : les déplacements et combats se déroulent en 3D temps réel et les autres actions (sabotage de bâtiments ennemis, recrutement de nouveaux personnages, consultation de la carte…) sont gérées dans des menus à icônes où le temps passe en fonction des actions jouées (par exemple, prendre un repas prend une demi-heure, se réapprovisionner en munitions cinq minutes).
Les reliefs modélisés en 3D ont une importance primordiale dans le jeu puisqu'ils peuvent ralentir à la fois le joueur comme les troupes ennemies. Il est ainsi difficile de se rendre d'un bout à l'autre de la carte sans contourner les massifs ou emprunter les téléphériques à disposition.

### Déplacements
Les déplacements se font en vue subjective au travers divers moyens de transport. Le pilotage se fait par défaut à la souris, mais il peut également se faire au clavier ou au joystick. Les déplacements fatiguent le personnage, qui doit se reposer de temps en temps sous peine de tomber, se blesser et perdre son véhicule. Il peut aussi se blesser en se faisant attaquer par des ennemis ou en se déplaçant trop vite en terrain accidenté.
Le mode de transport par défaut est le ski, que toute personne non blessée peut pratiquer. Le ski est un moyen de transport lent, et fatigant, surtout en montée et en terrain plat, mais c'est aussi le moins dangereux. Dans Midwinter, un skieur est armé de grenades, une arme à très courte portée, mais il est également possible de s'arrêter pour se battre au fusil à lunette, avec une interface différente. Il est également possible de tirer depuis un arbre, le clocher d'une église ou une casemate pour une meilleure protection ou un meilleur angle de vue.
Le buggy des neiges est un véhicule rapide mais qui risque de s'écraser dans des terrains accidentés. Il est armé de missiles à tête chercheuse, à la fois sol-air et sol-sol. Pour en conduire un, il faut en trouver un dans un garage. Le joueur peut conduire trois types de buggies : le Renard est le plus rapide, mais le moins spacieux et transporte peu de missiles, le Loup est le plus lourd, et le Chat est intermédiaire.
Le téléphérique est un moyen de transport simple, qui permet de monter ou de descendre directement une montagne. Les stations de téléphérique vont par paire, une en haut et une en bas. Le joueur ne dirige pas le téléphérique mais peut regarder alentour pendant la traversée, ou sauter le voyage directement.
Le deltaplane est le seul moyen de transport aérien. Son pilotage demande de la dextérité et est tributaire des courants ascendants et descendants. Il n'est armé que de missiles air-air et ne peut donc pas s'attaquer aux armées de Masters. On le trouve dans les stations de téléphérique en haut des montagnes.

### Adversaires
En début de partie, le joueur peut choisir le type d'opposition qu'il rencontrera dans le jeu. Trois options sont disponibles : que les buggies des neiges ennemis soient armés ou pas, qu'il emploie des bombardiers ou pas, et qu'il possède des mortiers ou pas.
Les troupes au sol du général Masters sont composées de buggies. En plus des Renards, Chats et Loups que le joueur peut également conduire, ces troupes emploient des Ours (des citernes de carburant non armées), des Bœufs (des transports de munitions non armés) et des Sorcières, qui sont les véhicules de commandement dont la destruction cause la dissolution de tout un groupe de buggies. Les buggies ennemis sont organisés en divisions, qui attaquent le joueur à coups de missiles quand elles le rencontrent, et qui saisissent les villages libres qu'elles traversent.
Les bombardiers et mortiers sont optionnels. Ils attaquent le joueur dans ses déplacements, même s'il n'y a pas de troupes dans les environs. Les attaques de mortiers sont précédées par l'apparition d'un avion de reconnaissance, dont la destruction empêche le bombardement par les mortiers.

### Personnages
Au début du jeu, le joueur ne contrôle que le capitaine John Stark. Mais une vingtaine d'autres personnages sont disséminés dans des villages sur la carte ; en les visitant, le joueur peut convaincre de nouveaux personnages de se joindre à lui. Chaque personnage peut agir indépendamment, et a sa propre horloge ; quand le joueur passe du temps à faire agir un personnage, le temps ne passe pas pour les autres. Les horloges sont synchronisées toutes les deux heures de temps de jeu, ce qui permet d'éviter un trop grand décalage entre deux personnages.
Chaque personnage a une liste de compétences qui détermine ses points forts et ses points faibles. Il a aussi des relations plus ou moins bonnes avec chacun des autres personnages, qui importe pour les chances de recrutement : par exemple, le capitaine John Stark est noté excellent en conduite de buggy, bon en ski, mais seulement médiocre en sabotage ; il a donc besoin de beaucoup de dynamite et de temps pour détruire un bâtiment ennemi. Son histoire précise qu'il est l'ami du pilote Rudinski, donc il pourra le recruter automatiquement quand il le rencontrera.
Les personnages peuvent être blessés à la tête, aux bras, aux jambes et au torse quand ils subissent un accident. Ces blessures les gênent dans leurs déplacements, et des blessures graves à certains membres empêchent d'employer certains modes de transport. Chaque personnage possède cependant une fusée de détresse qui lui permet de se retrouver au village le plus proche, mais il y a une chance pour qu'il se retrouve ainsi fait prisonnier par l'ennemi.

### Bâtiments
De nombreux types de bâtiments sont isolés, ou regroupés en villages sur l'île. Chacun a son utilité propre. Quand l'ennemi traverse un village, il capture certains bâtiments et ignore les autres : la capture de centres de police permet d'emprisonner des personnages que le joueur n'a pas encore recruté, la capture d'usines, d'entrepôts et d'unités de synthèse de carburant améliore les performances des troupes ennemies, et la capture de centrales géothermiques par l'ennemi rapproche le joueur de la défaite. Les personnages du joueur peuvent, eux, employer ces bâtiments pour s'armer en dynamite et munitions, trouver des moyens de transport, ou se reposer. Il est aussi possible de dynamiter les bâtiments pris par l'ennemi. Il existe également plusieurs stations de radio sur l'île, qui sont utilisées par le général Masters pour brouiller les communications des résistants. Le joueur, s'il détruit toutes les stations de radio ennemies, peut communiquer à nouveau et ainsi recruter d'un seul coup tous les personnages restants. Il peut aussi amener un des personnages, le professeur Kristiansen, dans une station de radio libre pour qu'il passe au-dessus du brouillage et recrute trois personnages aléatoirement.

### Conditions de victoire
Plusieurs fins sont possibles dans Midwinter. Le joueur peut perdre si les troupes de Masters saisissent toutes les centrales géothermiques de l'île (ou si le joueur les dynamite, d'ailleurs). Il peut gagner si, sans perdre les centrales, il réussit à résister 40 jours, s'il détruit toutes les divisions ennemies, ou s'il dynamite le quartier général ennemi à Shining Hollow. Certaines critiques soulignent qu'il est facile de foncer dès le départ vers le QG ennemi et le dynamiter, sans se soucier du recrutement d'autres personnages ou de la destruction des troupes ennemies.

## Accueil
Midwinter a généralement été très bien reçu par la presse spécialisée qui a apprécié le mélange d'action, de stratégie et de jeu de rôle ainsi que la réalisation en 3D surfaces pleines offrant une liberté d'évolution sans pareille lors de sa sortie. Le jeu a obtenu la note de 18/20 dans Tilt (no 76) et de 96% dans Génération 4 (no 20).